# نوک‌شاخ نوک‌سرخ
نوک‌شاخ‌های نوک‌سرخ گروهی از نوک‌شاخ‌ها هستند که در ساواناها و جنگل‌های جنوب صحرای آفریقا یافت می‌شوند. آنها در حال حاضر معمولاً به پنج گونه تقسیم می‌شوند ، نوک‌شاخ نوک‌سرخ شمالی ( Tockus erythrorhynchus )، نوک‌شاخ نوکسرخ غربی ( T. kempi )، نوک‌شاخ نوک‌سرخ تانزانیایی ( T. ruahae )، نوک‌شاخ نوک‌سرخ جنوبی ( T. rufirostris ) و نوک‌شاخ نوک‌سرخ دامارا ( T. damarensis )، اما برخی از مقامات همه چهار مورد اخیر را زیرگونه Tockus erythrorhynchus می‌دانند.